# Westcar
Westcar war eine britische Automobilmarke, die 1922–1926 von den Strode Carriage and Engineering Works in Herne (Kent) hergestellt wurde.
Das einzige Modell, der 12 hp, wurde von einem wassergekühlten, seitengesteuerten Vierzylinder-Reihenmotor von Dorman mit 1,5 l Hubraum angetrieben. Das Getriebe kam von Meadows, die Vorderachse von Alford und die Hinterachse von Moss. Der 3,81 m lange Wagen besaß einen Radstand von 2743 mm und eine Spurweite von 1219 mm.
Neben dem Westcar wurde auch noch der Heron gebaut.

## Modelle
| Modell | Bauzeitraum | Zylinder | Hubraum  | Radstand |
| ------ | ----------- | -------- | -------- | -------- |
| 12 hp  | 1922–1926   | 4 Reihe  | 1496 cm³ | 2743 mm  |

## Quelle
David Culshaw & Peter Horrobin: The Complete Catalogue of British Cars 1895–1975. Veloce Publishing plc. Dorchester (1999). ISBN 1-874105-93-6